# دیتلبرون
دیتلبرون (به آلمانی: Dittelbrunn) یک شهر در آلمان است که در بایرن واقع شده‌است.

## خصوصیات
دیتلبرون ۲۳٫۸۴ کیلومترمربع مساحت دارد ۲۴۰-۳۶۰ متر بالاتر از سطح دریا واقع شده‌است.